# Mitropacup 1986
De Mitropacup 1986 was de 45e editie van deze internationale beker.
De Mitropacup van het seizoen 1985-'86 was een minitoernooi, die twee halve finales, een wedstrijd om de 3e/4e plaats en de finale betrof, en die van 14 tot en met 17 november 1985 werd gespeeld in de stad Pisa, Italië. Deelnemers waren de kampioenen van de Tweede Divisies van Italië, Hongarije, Joegoslavië en Tsjecho-Slowakije.
 Halve finale 
| Datum, Plaats     | Winnaar       | Land               | Uitslagen | Land                 | Verliezer        |
| ----------------- | ------------- | ------------------ | --------- | -------------------- | ---------------- |
| 14 november, Pisa | SC Pisa       | Vlag van Italië    | 1-0       | Vlag van Tsjechië    | SK Sigma Olomouc |
| 14 november, Pisa | Debreceni VSC | Vlag van Hongarije | 1-0       | Vlag van Joegoslavië | NK Rijeka        |

 3e/4e plaats 
| Datum, Plaats     | Winnaar   | Land                 | Uitslagen | Land              | Verliezer        |
| ----------------- | --------- | -------------------- | --------- | ----------------- | ---------------- |
| 17 november, Pisa | NK Rijeka | Vlag van Joegoslavië | 3-2       | Vlag van Tsjechië | SK Sigma Olomouc |

 Finale 
| Datum, Plaats     | WINNAAR | Land            | Uitslagen | Land               | FINALIST      |
| ----------------- | ------- | --------------- | --------- | ------------------ | ------------- |
| 17 november, Pisa | SC Pisa | Vlag van Italië | 2-0       | Vlag van Hongarije | Debreceni VSC |

1927 · 1928 · 1929 · 1930 · 1931 · 1932 · 1933 · 1934 · 1935 · 1936 · 1937 · 1938 · 1939 · 1940 · 1951 · 1955 · 1956 · 1957 · 1958 · 1959 · 1960 · 1961 · 1962 · 1963 · 1964 · 1965 · 1966 · 1967 · 1968 · 1969 · 1970 · 1971 · 1972 · 1973 · 1974 · 1975 · 1976 · 1977 · 1978 · 1980 · 1981 · 1982 · 1983 · 1984 · 1985 · 1986 · 1987 · 1988 · 1989 · 1990 · 1991 · 1992